# Orla Lehmann
Peter Martin Orla Lehmann (Koppenhága, 1810. május 19. – Koppenhága, 1870. szeptember 13.) dán államférfi.

## Életútja
Jogot tanult és már 1836-ban felolvasást tartott, hogy honfitársai figyelmét Schleswigre irányítsa. Egyúttal hevesen agitált egy szabadabb alkotmány érdekében, amiért 1842-ben három havi fogságra ítélték.
1848 márciusában a koppenhágai nép leglelkesebb vezére volt és az akkori minisztériumba is belépett, majd lemondása után (1848. október 24.) Jütland helytartója lett. Még egyszer volt belügyminiszter a Hall-kabinetben (1861-1863), amely poszt után visszavonulva élt Koppenhágában.